# Problepsis longimacula
Problepsis longimacula là một loài bướm đêm trong họ Geometridae.